# Leonard Piątek
Leonard Franciszek Piątek, nascut Leonard Franz Piontek, (Chorzów, 13 d'octubre de 1913 - Chorzów, 1 de juliol de 1967) fou un futbolista polonès de les dècades de 1930 i 1940.
Fou internacional amb la selecció de Polònia en 17 partits entre 1936 i 1939, amb la que disputà el Mundial de 1938. Pel que fa a clubs, la major part de la seva carrera transcorregué a l'AKS Chorzów i al Pogoń Katowice.